# Эшенау (Нижняя Австрия)
Эшенау (нем. Eschenau (Niederösterreich)) — коммуна (нем. Gemeinde) в Австрии, в федеральной земле Нижняя Австрия. 
Входит в состав округа Лилинфельд.  Население составляет 1286 человек (на 31 декабря 2005 года). Занимает площадь 24,71 км². Официальный код  —  31402.

## Политическая ситуация
Бургомистр коммуны — Франц Вёгерер (АНП) по результатам выборов 2005 года.
Совет представителей коммуны (нем. Gemeinderat) состоит из 19 мест.
- АНП занимает 12 мест.
- СДПА занимает 6 мест.
- Партия ÜBER занимает 1 место.